# Salmonella Paratyphi
Salmonella enterica enterica serovar Paratyphi o Salmonella Paratyphi es una serovar de Salmonella enterica enterica, una bacteria con forma de bacilo, flagelada, aerobia y gram negativa. Muchos de los serovares patógenos de la especie S. enterica se encuentran en esta subespecie, incluyendo el responsable de la fiebre tifoidea. Una de esas cepas, Salmonella Paratyphi, es capaz de causar una enfermedad conocida como fiebre paratifoidea, que se propaga desde los intestinos al torrente sanguíneo. La fiebre paratifoidea, sin embargo, es raramente fatal y generalmente sólo provoca la muerte debido a complicaciones intestinales. Puede tratarse a través de una nutrición adecuada, hidratación y administración de antibióticos como la azitromicina.

## Metabolismo
La evidencia genética sugiere que los serovares pueden dividirse en dos grupos: uno que causa infección entérica y tiene un amplio repertorio de capacidades metabólicas, y uno que suele causar infección invasiva, a menudo en un rango estrecho de huéspedes, y muestra la degradación de las vías metabólicas anaeróbicas. Se cree que estas capacidades metabólicas son importantes para la obtención de nutrientes en el desafiante y limitado nutriente intestino inflamado ambiente.

## Epidemiología
Las cepas invasivas de salmonela no tifoidea, como la Salmonella typhimurium ST313, han sido recientemente etiquetadas como enfermedades emergentes en África. Las principales deficiencias inmunitarias del huésped asociadas con el VIH, la malaria y la desnutrición han contribuido a una amplia propagación de esta enfermedad ya la necesidad de utilizar costosos medicamentos antimicrobianos en los servicios de salud más pobres del mundo.